# Pius Butz
Pius Butz (23 de abril de 1916 - 16 de abril de 1944) foi um oficial alemão que serviu durante a Segunda Guerra Mundial. Foi condecorado com a Cruz de Cavaleiro da Cruz de Ferro.

## Carreira

### Patentes
- Oberjäger

### Condecorações
- Cruz de Ferro 2.ª Classe
- Cruz de Ferro 1.ª Classe
- Cruz de Cavaleiro da Cruz de Ferro 6 de março de 1944